# 沣东·沣河生态景区
沣东·沣河生态景区是陕西西安西郊的第一个大型滨水生态公园。I期工程建成面积约为1200亩，河道水域面积约为148亩。

## 主要景点
沣河西岸的主要景点包括城市景观风貌区、田园景观风貌区、自然景观风貌区，东岸主要包括沣河生态景区、综合服务区、文化艺术区、休闲活动区、社交公园区、田园风光带、风情商业区等。